# Mario Palombo
Mario Palombo (Guarcino, 4 agosto 1937) è un politico italiano.
In pensione dopo essere stato Generale dell'Arma dei Carabinieri.

## La carriera politica
Nel 1996 viene eletto al Senato della Repubblica per Alleanza Nazionale. È membro della 4ª Commissione permanente (Difesa), della delegazione italiana presso l'Assemblea Atlantico del Nord e della Commissione d'inchiesta sul terrorismo in Italia.
Nel 2001 è confermato al Senato della Repubblica per Alleanza Nazionale. È membro della 4ª Commissione permanente (Difesa), della delegazione italiana presso l'Assemblea NATO, e della Commissione d'inchiesta "dossier Mitrochin" e intelligence italiana.